# Heinrich Ludwig von Flemming
Heinrich Ludwig von Flemming (* 25. November 1717 zu Martenthin in Pommern; † 6. April 1783 in Breslau) war ein königlich-preußischer Generalmajor, Chef des Infanterie-Regiments Nr. 29 und später Kommandant von Breslau sowie Erbherr auf Martenthin und Lanken, sowie ab 1777 Lehnsherr der Herrschaft Buckow.

## Familie
Sein Vater war der preußische Major Wilhelm Friedrich von Flemming (* 3. Dezember 1667), Erbherr auf Martenthin und Wustermitz, aus dem pommerschen Adelsgeschlecht Flemming. Seine Mutter war Sophia Elisabeth von Borcke.

## Leben
Flemming besuchte die Höhere Schule in Halle (Saale), wo Siegmund Jakob Baumgarten (* 1706; † 1757) einer seiner Lehrer war. Er begab sich im Jahr 1736 in preußische Dienste und kam in das Regiment Nr. 29 (Jung-Bork). Dort wurde 1737 Fähnrich und 1742 Seconde-Lieutenant. Am 18. September 1747 wurde er zum Premier-Lieutenant befördert. 1757 wurde er Stabshauptmann und bereits 1758 wirklicher Hauptmann noch im selben Jahr, am 3. September 1758 wurde er zum Major befördert. 1760 half er, Breslau gegen Laudon zu verteidigen; 1761 geriet er mit dem Regiment zu Treptow an der Rega in russische Kriegsgefangenschaft. Nach dem Krieg wurde er 1765 zum Oberstleutnant, und am 22. Mai 1771 zum Oberst befördert. 1773 avancierte er zunächst Kommandeur des Infanterie-Regiments Nr. 29 und wurde 1778 auch dessen Chef. Im selben Jahr wurde er zum Generalmajor ernannt. 1782 bekam er auf Grund seines Alters die Stelle als Kommandant von Breslau.
Er war an zahlreichen Schlachten zwischen 1740 und 1763 beteiligt: Chotusitz, Hohenfriedberg, Prag, Breslau, Kolin und Kunersdorf sowie bei der Belagerung von Schweidnitz und den Kämpfen in Pommern 1761. Bei Leuthen traf ihn eine Kugel in den Leib, die bis zu seinem Tod in seinem Körper blieb. Er starb an einer verhärteten Geschwulst in der Speiseröhre, die ihn zwölf Jahre lang quälte und die es ihm schließlich nicht mehr erlaubte, Speisen zu sich zu nehmen.
Als 1777 der Reichsgraf  Friedrich von Flemming (* 1707; † 1777) ohne männliche Erben starb, fiel Heinrich Ludwig von Flemming als nächstem Agnaten die Herrschaft Buckow zu. Er blieb unverheiratet. Sein Erbe in Buckow trat sein Bruder Christoph Friedrich von Flemming (* 1719; † 1789) an.